# لونتيك
لونتيك وأصدقاؤه (بالروسية: Лунтик и его друзья)‏ أو ببساطة لونتيك (بالروسية: Лунтик)‏، يعرف أيضاً بالنسخة الإنجليزية والعربية باسم مونزي (Moonzy)، هي سلسلة رسوم متحركة روسية للأطفال بُثت أول مرة في 1 سبتمبر 2006 على قناة روسيا 1، المسلسل مكون من 9 مواسم و547 حلقة. يحكي المسلسل عن كائن فضائي يدعى لونتيك ولد على القمر وفقس من بيضة. في عام 2019 تمت دبلجة المسلسل من طرف مركز الزهرة. وبثته قناة سبيستون.